# Prophets of Rage
Prophets of Rage byla americká hudební skupina, která vznikla v Los Angeles roku 2016. Šlo o tzv. superskupinu, kterou tvořili členové jiných známých kapel. Jejími členy jsou B-Real (Cypress Hill), Chuck D (Public Enemy) a trojice členů kapel Rage Against the Machine a Audioslave, konkrétně kytarista Tom Morello, baskytarista Tim Commerford a bubeník Brad Wilk. Název uskupení pochází ze stejnojmenné písně, kterou vydala kapela Public Enemy na svém albu It Takes a Nation of Millions to Hold Us Back v roce 1988.
Od května do října 2016 skupina odehrála turné, které nazvala Make America Rage Again Tour (turné Udělejme Ameriku znovu zuřivou), a to v reakci na výrok tehdy prezidentského kandidáta a zanedlouho prezidenta USA Donalda Trumpa Make America Great Again (Udělejme Ameriku znovu skvělou).
V srpnu 2016 kapela vydala své první album – konkrétně pětipísňové EP nazvané The Party’s Over. Kromě dvou nových písní obsahovalo nové verze skladeb kapel Rage Against the Machine a Public Enemy, stejně jako upravenou verzi písně „No Sleep till Brooklyn“ od Beastie Boys. Svou první řadovou desku, dvanáctipísňové studiové album s názvem Prophets of Rage, kapela vydala v září roku 2017. Producentem alba byl Brendan O'Brien. Poté, co byla koncem roku 2019 obnovena kapela Rage Against the Machine, ukončili Prophets of Rage svou činnost.